# Пришельцы в Америке
«Пришельцы в Америке» (англ. Just Visiting) — американо-французский комедийный фильм режиссёра Жана-Мари Пуаре, ремейк картины «Пришельцы» 1993 года.
После оглушительного успеха «Пришельцев» во Франции, киноделы[уточнить] США заинтересовались идеей адаптации проекта в американские реалии. Для съёмок был приглашён режиссёр оригинальной серии, главные роли решено было отдать тому же дуэту, что и во французских фильмах, Кристиану Клавье и Жану Рено.
Фильм не повторил успеха предыдущих частей, он не стал популярен ни в США, ни во Франции, к тому же после производства данной картины кинокомпания Gaumont попала в кризисную ситуацию, дорогостоящий проект не окупился, и третья часть оригинальной серии попала в долгий ящик.

## Сюжет
Действие начинается в средневековой Франции. Граф Тибо де Мальфет собирается жениться на очаровательной принцессе Розалинде, дочери короля Генриха II. Во время свадебного празднества некто даёт Тибо бокал зелья, под наркотическим действием которого он убивает свою невесту. Позже, осознав свои действия, Тибо просит помочь волшебника воскресить Розалинду, но волшебник сообщает, что может отправить его в прошлое, в тот самый момент, чтобы предотвратить гибель жены. Но по ошибке колдуна Тибо и его слуга Андре отправляются в XXI век.
Они перемещаются в музей истории в Чикаго, где их арестовывает полиция. Одна из сотрудниц музея Джулия спасает визитёров, она принимает Тибо за своего пропавшего кузена. Сам Тибо осознает, что Джулия, очень похожая на его возлюбленную Розалинду, является его потомком, однако он понимает, что нужно во что бы то ни стало вернуться в прошлое, чтобы исправить ошибку. Чтобы не привлекать лишнего внимания, Тибо выдаёт себя за кузена Джулии и знакомится с американским образом жизни. Также граф решает спасти Джулию от альфонса-жениха Хантера. Тем временем Андре влюбляется в садовника Анжелику, которая рассказывает ему о современном мире, а также о праве каждого человека быть свободным.
Волшебник понимает, что совершил ошибку и сам решает отправиться в будущее, чтобы помочь Тибо и Андре. Ему удаётся приготовить зелье для возвращения в прошлое, однако Андре отказывается и просит графа оставить его в этом времени, и Тибо соглашается. Тем временем Хантер пытается помешать планам визитёра, однако Джулия узнаёт о реальных намерениях своего жениха и расстаётся с ним. Тибо и волшебник успешно возвращаются в прошлое, и главному герою удаётся предотвратить убийство любимой. После этих событий Джулия решает вернуть фамильное имение.

## Создатели
- Режиссёр — Жан-Мари Пуаре
- Сценаристы — Жан-Мари Пуаре, Кристиан Клавье, Джон Хьюз
- Продюсеры — Патрис Леду, Рикардо Местрес, Ричард Хашимото
- Оператор — Юли Штайгер
- Композитор — Джон Пауэлл
- Художник-постановщик — Даг Крэйнер
- Художник по костюмам — Пенни Роуз
- Художники-декораторы — Трэйси А. Дойл, Лиза Харрисон
- Монтажёр — Майкл А. Стивенсон
- Специальные эффекты — Игорь Секулик

### В ролях
- Жан Рено — Тибо де Мальфет
- Кристиан Клавье — Андре
- Кристина Эпплгейт — Розалинда / Джулия
- Мэтт Росс — Хантер
- Тара Рид — Анжелика
- Бриджитт Уилсон — Эмбер
- Малкольм Макдауэлл — Эвсебиус

## Производство
После успешного проката фильма «Пришельцы 2: Коридоры времени», Жан-Мари Пуре и Кристиан Клавье начали подготовку к съёмкам третьей части саги. Однако планам на претворение третьей части в жизнь не суждено было сбыться. Американский режиссёр Джон Хьюз после поездки в Европу, где он увидел фильм «Пришельцы» 1993 года, решает сделать адаптацию для американского зрителя. Он договаривается о съёмках с кинокомпанией Gaumont. В режиссёрское кресло он приглашает Жана-Мари Пуаре, его же привлекает к написанию сценария (также над его созданием работали Кристиан Клавье и Крис Коламбус).
Исполнители главных ролей французской комедии Жан Рено и Кристиан Клавье были приглашены на главные роли и адаптационного варианта. И если Рено к тому времени был досточно известен американскому зрителю по фильмам «Леон», «Миссия невыполнима» и «Годзилла», то для Клавье это был дебют в англоязычном кино.

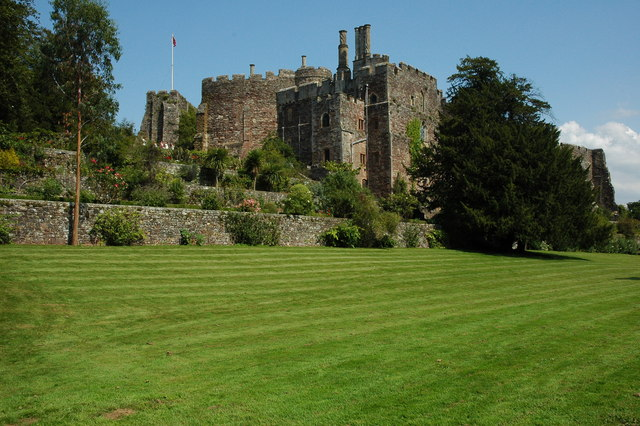
Замок Беркли, где проходили съёмки фильма

### Съёмочный процесс
Съемки фильма проходили весной и летом 1999 года в живописных районах Великобритании (в частности, в Замке Беркли), в Чикаго (Филдовский музей естественной истории и 875 Норт-Мичиган-авеню), и эпизодично в штате Невада.

### Монтаж
Существует две версии фильма, для США и для Франции (обе на английском языке). Версия фильма, снятая для американского зрителя, также распространилась для проката по всему миру, в то время как французская версия выпускалась только во Франции. Изменения касаются, в основном, начальной и финальной сцены, а также некоторые изменения по ходу картины.

## Релиз
Премьера фильма в США была намечена на осень 2000 года, французская премьера должна была пройти в декабре. Однако сроки были пересмотрены и фильм вышел 6 апреля 2001 года в США, в Бельгии и во Франции — 11 апреля 2001 года (Прокатное название — «Les Visiteurs en Amérique»), в Бразилии и Польше — 13 июля 2001 года, в России — 20 сентября 2001 года, в Дании и ЮАР — 15 марта 2002 года.

## Критика
Фильм получил смешанные отзывы критиков как во Франции, так и в Штатах. Газета La Libre Belgique сравнила фильм с оригиналом, назвав его неудачной голливудской скучной пародией, превращенной в романтическую комедию. Американский журнал Variety также написал разгромную статью о фильме, однако похвалив спецэффекты и красивые пейзажи.
На французском портале AlloCiné средняя оценка зрителей составляет 1.1/5, а также входит в список самых ужасных фильмов по версии читателей сайта. На сайте Rotten Tomatoes фильм имеет всего 33 % рейтинга «свежести», основанных на 78 рецензиях, а также пользовательские 2.9/5 баллов. На портале Metacritic средний рейтинг фильма составляет 38 из 100 на основе 25 обзоров.

## Кассовые сборы
Фильм провалился в прокате, не собрав и половины затраченных средств. При бюджете в 35 000 000 долларов, картина собрала всего 4 781 539 долларов в США и 11 395 193 доллара в мире. Данная ситуация ввергла компанию Gaumont в кризисную ситуацию, убытки составили порядка 437 млн франков.

## Награды и номинации
В 2002 году фильм получил три номинации на премию «Золотое биде» (французский аналог премии «Золотая малина»), в том числе и за худший фильм года. Главный приз достался фильму «Друиды», а награды за худший сценарий и за худшее название картина получила.